# Circondario di Paola
Il circondario di Paola era uno dei circondari in cui era suddivisa la provincia di Cosenza.

## Storia
Con l'Unità d'Italia (1861) la suddivisione in province e circondari stabilita dal Decreto Rattazzi fu estesa all'intera Penisola.
Il circondario di Paola fu abolito, come tutti i circondari italiani, nel 1927, nell'ambito della riorganizzazione della struttura statale voluta dal regime fascista. Tutti i comuni che lo componevano rimasero in provincia di Cosenza.

## Suddivisione
Nel 1863, la composizione del circondario era la seguente:
1. Mandamento I di Aiello
  - Aiello, Cleto, Serra d'Aiello, Terrati
2. Mandamento II di Amantea
  - Amantea, Belmonte Calabro, Lago, San Pietro in Amantea
3. Mandamento III di Belvedere Marittimo
  - Belvedere Marittimo, Bombicino, Bonifati, Diamante, Sangineto
4. Mandamento IV di Cetraro
  - Acquappesa, Cetraro, Guardia Piemontese
5. Mandamento V di Fiumefreddo Bruzio
  - Falconara Albanese, Fiumefreddo Bruzio, Longobardi
6. Mandamento VI di Fuscaldo
  - Fuscaldo
7. Mandamento VII di Paola
  - Paola, San Lucido
8. Mandamento VIII di Scalea
  - Aieta, Santa Domenica, Scalea, Tortora
9. Mandamento IX di Verbicaro
  - Grisolia, Maierà, Orsomarso, Verbicaro